# Lijst van voetbalinterlands Joegoslavië - Sovjet-Unie
Deze lijst van voetbalinterlands is een overzicht van alle officiële voetbalwedstrijden tussen de nationale teams van Joegoslavië en de Sovjet-Unie. De landen speelden in totaal zestien keer tegen elkaar. De eerste ontmoeting, een wedstrijd tijdens de Olympische Zomerspelen 1952, werd gespeeld in Tampere (Finland) op 20 juli 1952. Het laatste duel, een vriendschappelijke wedstrijd, vond plaats op 29 augustus 1987 in Belgrado.

## Wedstrijden
| №  | Plaats   | Datum             | Competitie           | Wedstrijd                 | Uitslag |
| -- | -------- | ----------------- | -------------------- | ------------------------- | ------- |
| 1  | Tampere  | 20 juli 1952      | OS 1952              | Sovjet-Unie – Joegoslavië | 5 – 5   |
| 2  | Tampere  | 22 juli 1952      | OS 1952              | Sovjet-Unie – Joegoslavië | 1 – 3   |
| 3  | Parijs   | 10 juli 1960      | EK 1960              | Sovjet-Unie – Joegoslavië | 2 – 1   |
| 4  | Arica    | 31 mei 1962       | WK 1962              | Sovjet-Unie – Joegoslavië | 2 – 0   |
| 5  | Belgrado | 22 november 1964  | Vriendschappelijk    | Joegoslavië – Sovjet-Unie | 1 – 1   |
| 6  | Moskou   | 4 september 1965  | Vriendschappelijk    | Sovjet-Unie – Joegoslavië | 0 – 0   |
| 7  | Belgrado | 18 september 1966 | Vriendschappelijk    | Joegoslavië – Sovjet-Unie | 1 – 2   |
| 8  | Belgrado | 24 september 1969 | Vriendschappelijk    | Joegoslavië – Sovjet-Unie | 1 – 3   |
| 9  | Moskou   | 28 oktober 1970   | Vriendschappelijk    | Sovjet-Unie – Joegoslavië | 4 – 0   |
| 10 | Belgrado | 30 april 1972     | EK 1972 kwalificatie | Joegoslavië – Sovjet-Unie | 0 – 0   |
| 11 | Moskou   | 30 april 1972     | EK 1972 kwalificatie | Sovjet-Unie – Joegoslavië | 3 – 0   |
| 12 | Zenica   | 17 april 1974     | Vriendschappelijk    | Joegoslavië – Sovjet-Unie | 0 – 1   |
| 13 | Belgrado | 23 maart 1977     | Vriendschappelijk    | Joegoslavië – Sovjet-Unie | 2 – 4   |
| 14 | Kochi    | 25 januari 1985   | Vriendschappelijk    | Sovjet-Unie – Joegoslavië | 1 – 2   |
| 15 | Kochi    | 4 februari 1985   | Vriendschappelijk    | Sovjet-Unie – Joegoslavië | 2 – 1   |
| 16 | Belgrado | 29 augustus 1987  | Vriendschappelijk    | Joegoslavië – Sovjet-Unie | 0 – 1   |

## Samenvatting
| Competitie        | Totaal gespeeld | Winst Joegoslavië | Gelijk | Winst Sovjet-Unie | Doelsaldo Joegoslavië – Sovjet-Unie |
| ----------------- | --------------- | ----------------- | ------ | ----------------- | ----------------------------------- |
| WK-eindronde      | 1               | 0                 | 0      | 1                 | 0 − 2                               |
| EK-eindronde      | 1               | 0                 | 0      | 1                 | 1 − 2                               |
| EK-kwalificatie   | 2               | 0                 | 1      | 1                 | 0 − 3                               |
| Olympische Spelen | 2               | 1                 | 1      | 0                 | 8 − 6                               |
| Vriendschappelijk | 10              | 1                 | 2      | 7                 | 8 − 17                              |
| Totaal            | 16              | 2                 | 4      | 10                | 17 − 30                             |